# Tervajärvi (sjö i Finland, Norra Österbotten, lat 65,20, long 25,83)
Tervajärvi är en sjö i Finland. Den ligger i kommunen Uleåborg i landskapet Norra Österbotten, i den centrala delen av landet, 600 km norr om huvudstaden Helsingfors. Tervajärvi ligger 51,6 meter över havet. Arean är 1,08 kvadratkilometer och strandlinjen är 10,64 kilometer lång. Sjön  ingår i Kiminge älvs huvudavrinningsområde.   
I övrigt finns följande i Tervajärvi:
- Mäntysaari (en ö)